# Albert Sjesternjov
Albert Sjesternjov (Russisch: Альбе́рт Алексе́евич Шестернёв, Moskou, 20 juni 1941 –  aldaar, 5 november 1994) was een profvoetballer en trainer uit de Sovjet-Unie. Hij wordt gezien als de beste verdediger van het Sovjet-elftal en is de speler met het derde meeste interlands achter zijn naam.

## Biografie
Hij speelde zijn hele carrière voor CSKA Moskou. Hij debuteerde er op 17-jarige leeftijd, een record, en werd op zijn 21ste al kapitein, eveneens een record. In 1970 won hij met zijn club de landstitel en werd dat jaar ook verkozen tot voetballer van het jaar.
Met het nationale elftal speelde hij drie wereldbekers en twee EK's. Op het EK 1968 bleef het na verlengingen tegen Italië gelijkspel. In deze tijd beslisten strafschoppen nog niet over het einde van de wedstrijd. Vaak werd er een replay gespeeld, maar in dit geval was de regel dat kop of munt zou beslissen over de finalist. Sjesternjov kreeg de eer om te kiezen en hij koos munt, maar helaas was het kop waardoor Italië naar de finale ging. Daarna verloren ze tegen het Engeland van Bobby Charlton.
Hij trouwde twee keer. Door een depressie en overmatig alcoholmisbruik overleed hij op 53-jarige leeftijd aan een levercirrose.